# Quai de l’Hôtel de Ville
Der Quai de l’Hôtel de Ville ist eine Straße am rechten Ufer der Seine im 4. Arrondissement von Paris.

## Lage
Die Uferstraße ist 535 m lang und zwischen 24 und 32 m breit. Sie liegt in den beiden Quartiers Saint-Gervais und Saint-Merri. Der Beginn liegt an der Pont Marie und das Ende am Place de l’Hôtel de Ville – Esplanade de la Libération vor dem Pariser Rathaus.

## Namensursprung
Der Quai verdankt seinen Namen der Tatsache, dass er im nördlichen Teil am Hôtel de Ville entlangführt.

## Geschichte
Im Jahr 1254 war die Straße nur ein Weg, der an der Seine entlangführte. Er hieß vicus Merrenarum, «Chemin aux Merrains», «Rue aux Merrains», aux Marchands de bois de charpente (französisch Daubenhauer).
Ab dem 15. Jahrhundert wird der Weg unter dem Namen «Quai de la Grève» oder «Quai de Grève» geführt. «Grève» hat hier noch die ursprüngliche Bedeutung und bezeichnet einen flachen, kiesbedeckten Ort am Ufer eines Meeres oder Flusses. Die Bedeutung Streik kommt erst später auf.
Bevor der Place de Grève (heute Place de l’Hôtel de Ville - Esplanade de la Libération) höher gelegt und das Ufer gepflastert wurde, war hier ein Kiesstrand. Mehrere Tafeln an der Hausfront eines Gebäudes von 1817 (Nr. 52) zeigen die Chronologie.
Ein Ministerbeschluss vom 5 vendémaire VI (26. September 1797), unterzeichnet von Chaptal, legte eine Planung für diese öffentliche Straße fest.
Vor 1836 fiel dieser Kai, der mit dem Port au Blé verwechselt wurde, zur Seine hin ab.
Der königliche Erlass vom 4. März 1836 legte die Trasse zwischen der Rue Geoffroy l’Asnier und der Rue Pont Louis-Philippe fest; ein weiterer Erlass vom 27. September bestätigt diese Festlegung. Die Mindestbreite wurde mit 24,30 m festgelegt. In den Jahren 1837, 1838 und 1839 ließ die Verwaltung die Stützmauer errichten und führte neben Pflanz-, Kanalisations- und Ausgleichsarbeiten noch andere Maßnahmen durch.
Der Quai de l’Hôtel de Ville entstand in den Jahren 1867/68 aus dem Zusammenschluss von Teilen des Quai des Ormes (zwischen der Rue des Nonnains d’Hyères und der Rue Geoffroy l’Asnier) und dem Quai de Grève.

## Sehenswürdigkeiten
- Les Bouquinistes auf der Mauer an der Seine.

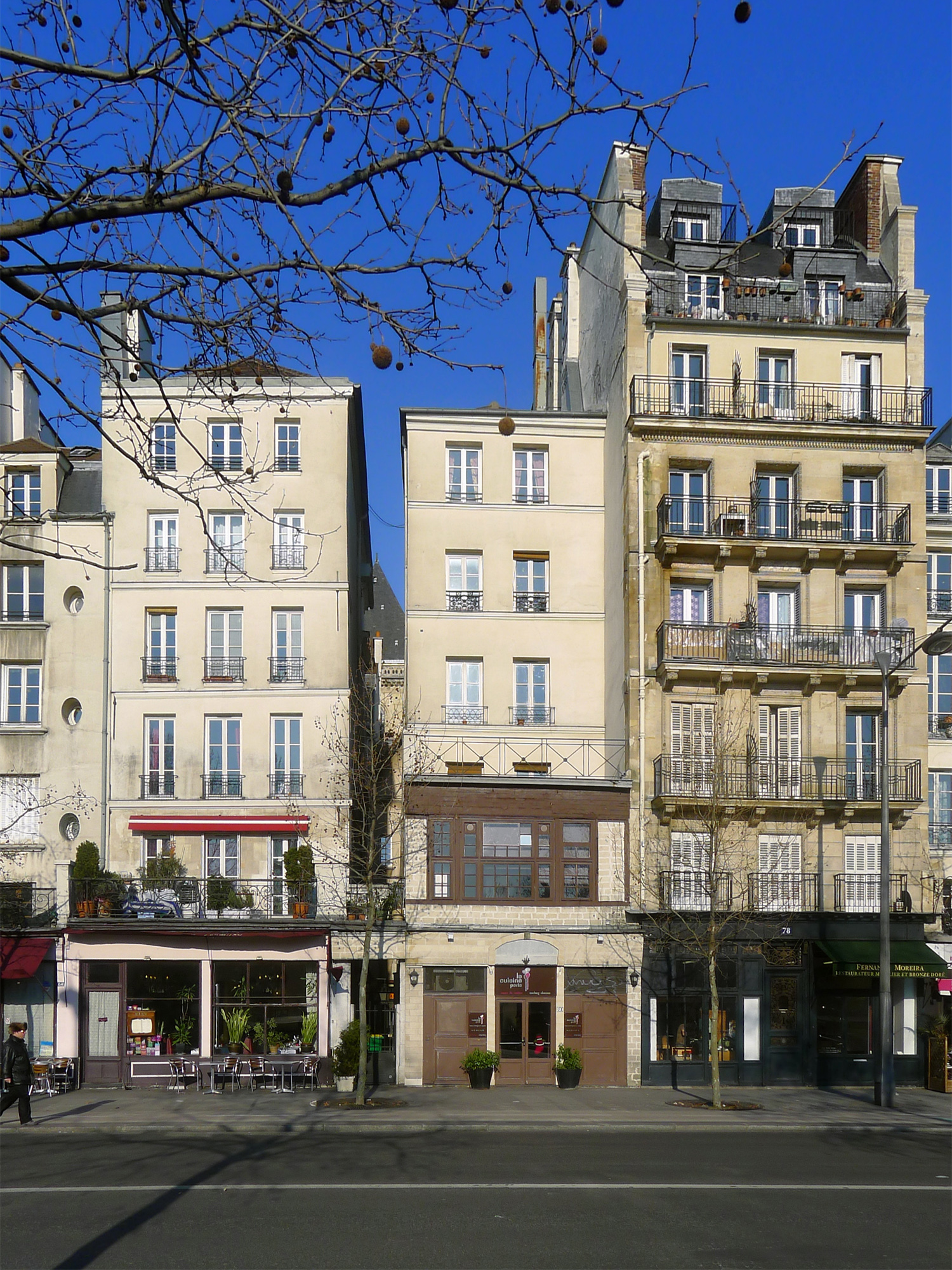
Nr. 82: besonders enge Hausfront
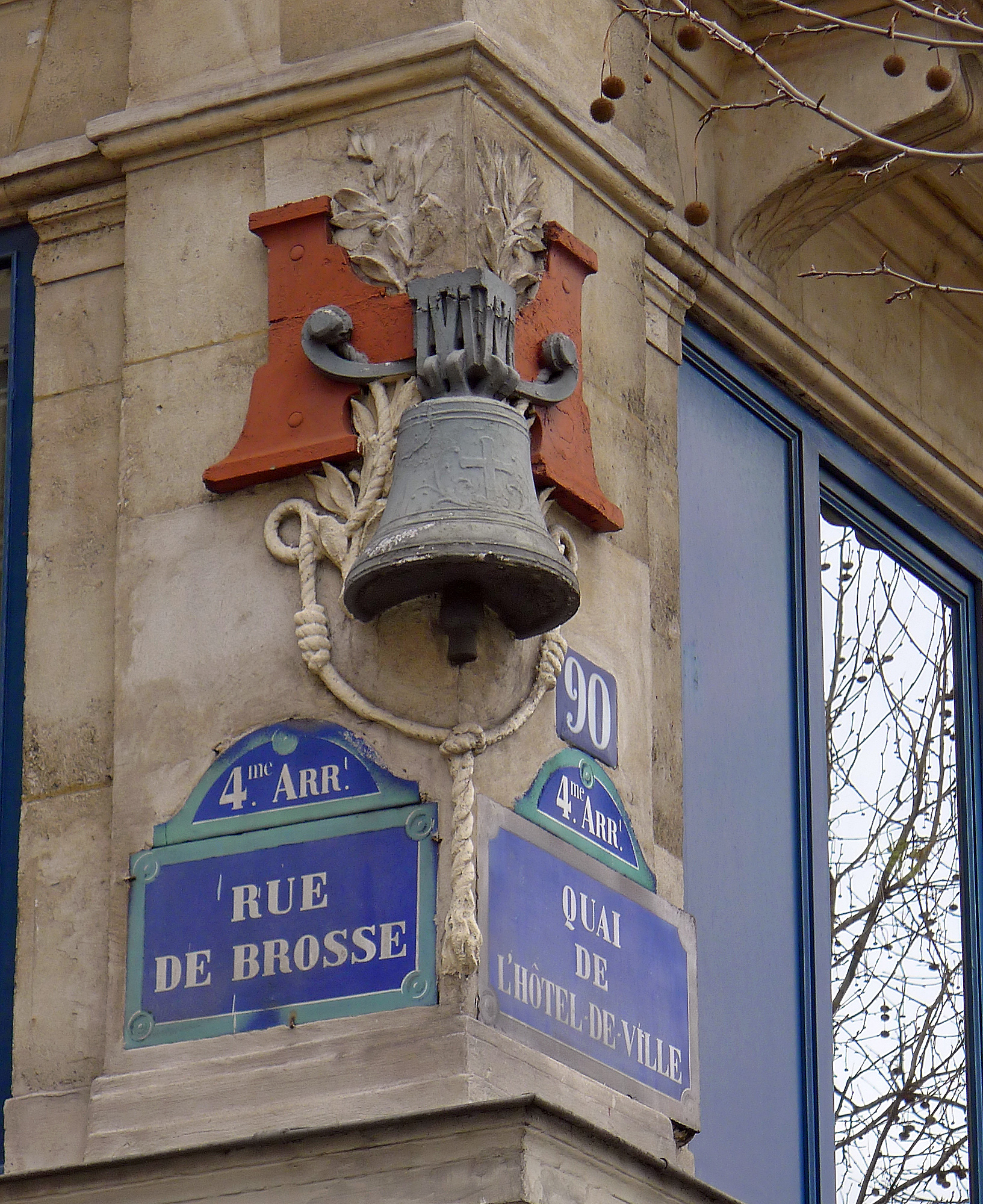
Die Glocke an der Ecke zur Rue de Brosse
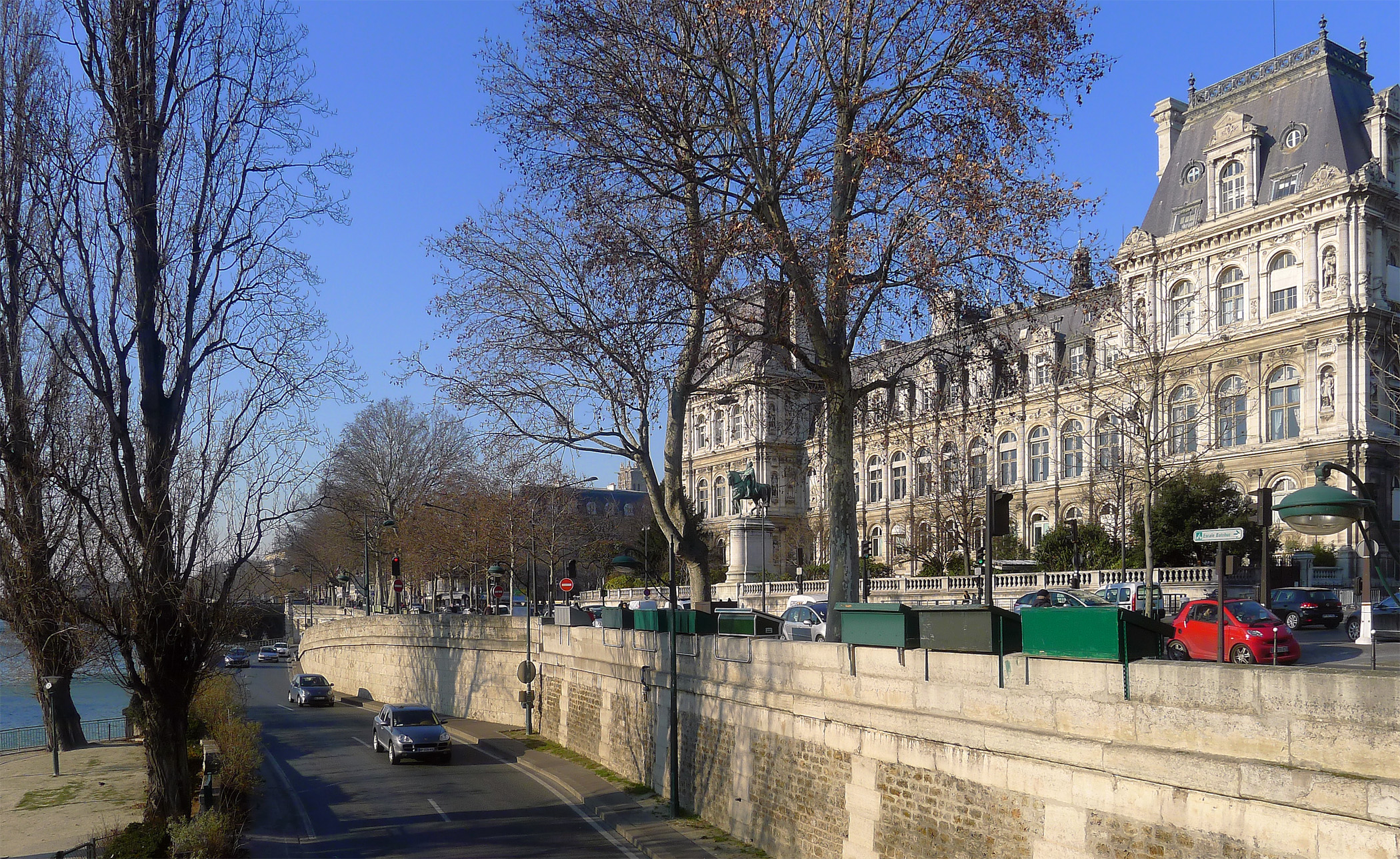
Die Kaimauer am Hôtel de Ville de Paris vom Voie Georges Pompidou